# Blasiistraße 1 (Quedlinburg)

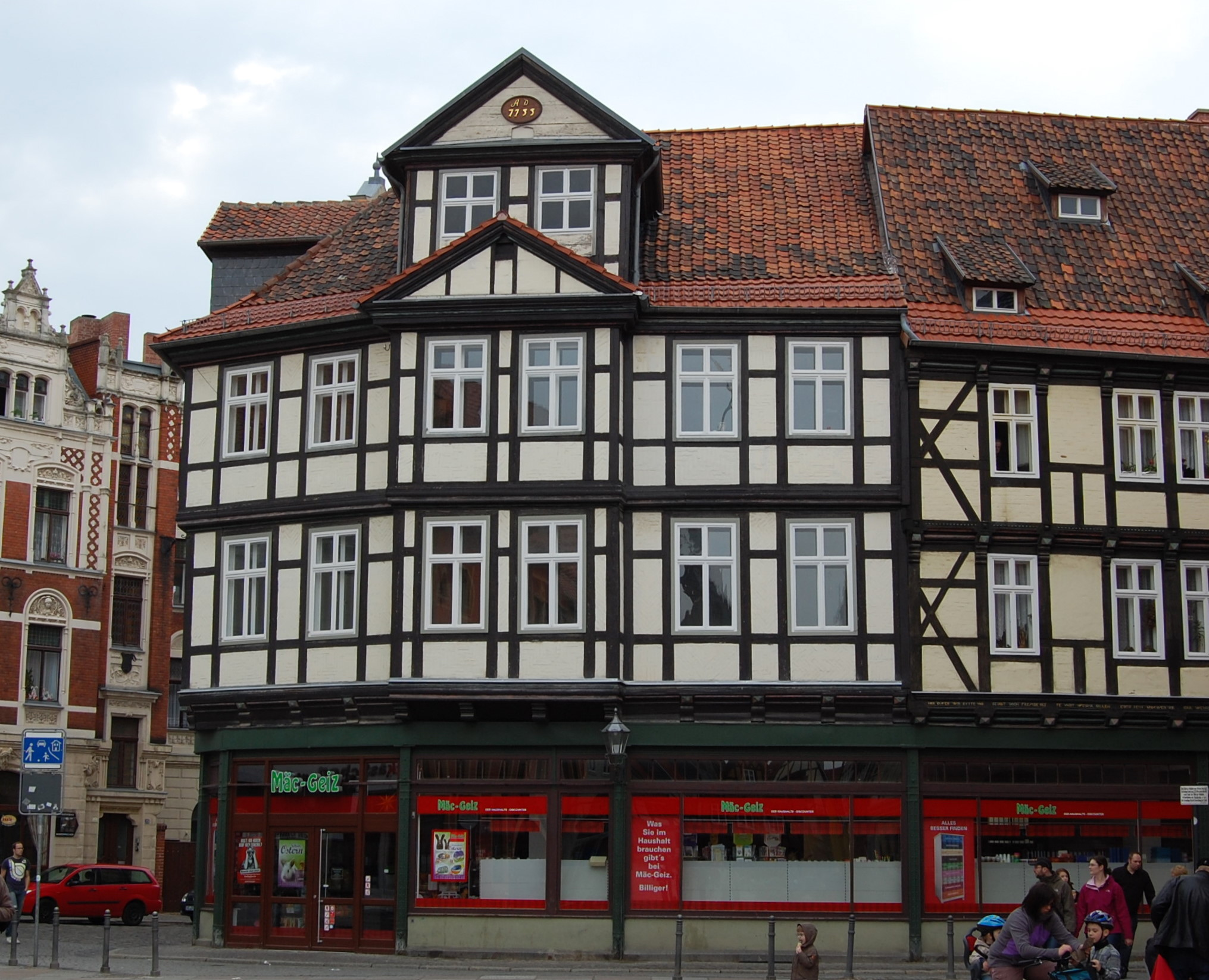
Haus Blasiistraße 1

Das Haus Blasiistraße 1 ist ein denkmalgeschütztes Gebäude in der Stadt Quedlinburg in Sachsen-Anhalt.

## Lage
Es befindet sich an der Südseite des Quedlinburger Marktplatzes und gehört zum UNESCO-Weltkulturerbe. 

## Architektur und Geschichte
Das im Denkmalverzeichnis der Stadt als Kaufmannshof bezeichnete Gebäude entstand nach einer Bauinschrift im Jahr 1755. Die Gestaltung ist frühklassizistisch. Markant ist ein von einem Dreiecksgiebel überspannter Kastenerker, über welchem sich ein Zwerchhaus befindet. Die Traufgesimse und Stockschwellen des Hauses weisen spätbarocke Profilierungen auf. In den Gefachen finden sich Zierausmauerungen. Der an der Straße Steinbrücke stehende Flügel entstand 1896 als Neubau in massiver Bauweise. Er verfügt über einen Giebel im Stil der Neorenaissance.